# Bolmen (plaats)
Bolmen is een plaats in de gemeente Ljungby in het landschap Småland en de provincie Kronobergs län in Zweden. De plaats heeft 100 inwoners (2005) en een oppervlakte van 28 hectare. De plaats ligt aan de oostoever van een baai van het gelijknamige meer Bolmen, voor de rest bestaat de directe omgeving van de plaats voornamelijk uit bos. Er is een camping in de plaats te vinden.
Ljungby · Lagan · Ryssby · Lidhult · Kånna · Vittaryd · Angelstad · Agunnaryd · Hamneda · Dörarp · Bolmen · Byholma en Grimshult